# Esposizione in tempo reale n. 4
L’Esposizione in tempo reale n. 4: Lascia su queste parete una traccia fotografica del tuo passaggio, realizzata da Franco Vaccari nel 1972 ed esposta nella sezione “Comportamento” della XXXVI Biennale di Venezia è un’opera fotografica che prende forma in tempo reale, ovvero durante il corso dell’esposizione.

## Contesto
Le scelte artistiche compiute a partire dagli anni Sessanta e Settanta  aspirano sempre meno alla compiutezza del prodotto artistico a favore di una progressiva e «apertura», che agisce a più livelli: il passaggio dal concetto di «opera» a quelli di «situazione» e «azione» (il compimento del processo avviato da Duchamp) e lo spostamento dell’azione artistica all’interno di esperienze collettive, che tendono ad annullare la differenza tra artista e pubblico, conferendo a quest’ultimo un ruolo attivo e portatore di senso; il rifiuto del processo di mercificazione dell’arte, la sottolineatura del binomio arte‑vita e la ricerca di un possibile ruolo sociale dell’artista, che diventa «operatore culturale».

### Le esposizioni in tempo reale
Le ‘‘Esposizioni in tempo reale’’ sono una serie di operazioni in cui si ridefinisce il rapporto tra l’esperienza individuale e lo spazio collettivo e che, attraverso l’intervento dello spettatore, possono modificarsi ed acquisire un nuovo aspetto man mano che l’esposizione procede. Tali opere sono caratterizzate dalla possibilità di intervenire sul processo dell’opera cambiando lo sviluppo dell’azione prima che essa sia conclusa e quindi divenga immutabile.
Sono opere potenzialmente infinite in cui l’autore occulta la sua volontà imprimendo un’idea, che si sviluppa nel tempo. L’artista diviene un “innescatore” di eventi, nei quali lo spettatore è lasciato libero di agire ed interagire con l’opera e in cui la fotografia, strumento di indagine artistica posto alla base delle ‘‘Esposizioni in tempo reale’’, non deve essere solamente contemplata, ma deve permettere l’azione. Lo spettatore diventa il vero “autore”, assumendo un ruolo attivo, mentre l’artista diventa un osservatore passivo, che assiste al modificarsi nel tempo della propria opera.

### La cabina Photomatic
La cabina Photomatic, dotata di autoscatto, è un oggetto di fondamentale importanza per comprendere la ricerca artistica e l’opera‑azione svolta da Vaccari alla Biennale del 1972. Vaccari porta la Photomatic, un oggetto destinato alla strada e alla produzione di immagini standardizzate, all’interno dello spazio espositivo della Biennale, innalzandolo ad oggetto d’arte. Questa operazione vuole essere una critica al sistema dell’arte e ai tradizionali canoni estetici a esso legati. La cabina si trasforma da mezzo di produzione meccanica di ritratti formato tessera a strumento di diffusione di una grande quantità di immagini, che vengono esposte sulle pareti della Biennale, tradizionalmente destinate a opere di grandi autori.
Attraverso la Photomatic gli spettatori possono realizzare delle fototessere, normalmente destinate ai documenti d’identità, scattate per necessità e nelle quali le persone raffigurate non si piacciono e non si riconoscono.  L’intento dell’artista è quello di rovesciare queste modalità di produzione, trasformando i ritratti prodotti meccanicamente in strumento ludico e liberatorio di riappropriazione degli spazi del quotidiano. La tenda della cabina crea uno spazio privato all’interno del luogo pubblico della Biennale. Chi decideva di scattarsi una foto aveva a disposizione uno spazio da gestire in modo autonomo, uno spazio privato immerso nello spazio pubblico, in cui era possibile dare libero sfogo al desiderio e al sogno.
I ritratti che emergono non possono essere attribuiti ad una macchina, in quanto questa è un oggetto privo di intenzionalità, e di conseguenza vanno considerati come autoritratti.

## L'opera

### Nascita
L’8 giugno 1972 alle 10 del mattino viene inaugurata la XXXVI edizione della Biennale con l’apertura della Vernice. Vaccari ricorda quel giorno:
«Alle dieci di mattina il giorno dell’inaugurazione mi sono limitato a fare la prima strip, poi non sono più intervenuto; ho solo documentato fotograficamente, confuso fra gli spettatori, la crescita d’interesse che la mia operazione suscitava».
La sala personale inizialmente si presentava spoglia con una cabina Photomatic ed una scritta a parete tradotta in quattro lingue (italiano, tedesco, inglese e francese) che recitava: “Lasciate una traccia fotografica del vostro passaggio”.
Con quest’opera‑azione Vaccari offriva allo spettatore gli strumenti per “operare”, per prendere l’iniziativa e diventare egli stesso co‑autore dell’opera. È lo stesso artista a fornirci la spiegazione della sua operazione: «[…] io ero stato invitato tra i comportamentisti ed ho deciso di giocarmi il tutto per tutto […] Di solito l’artista si premura di dare il meglio di sé azzerando o minimizzando i rischi della propria partecipazione, io invece ho voluto andare incontro ai rischi dell’insuccesso anche perché in quel momento ero molto critico nei confronti dell’ambiente artistico. Io volevo correre il rischio anche dell’eventuale fallimento perché solo questo rischio mi dava l’idea che quello che facevo avesse una sua vitalità, una sua necessità».

### Sviluppo
I visitatori venivano invitati a scattarsi una fototessera e ad affiggerla sul muro, diventando dei partecipatori attivi, in grado di realizzare «un moderno mosaico collettivo dal disegno imprevedibile». Ne risulta un’immagine costituita da tanti fotogrammi, che non vanno semplicemente ad accumularsi l’uno all’altro, ma si influenzano a vicenda, interagendo «tra loro secondo le dinamiche che sono oggi proprie del Web e di una cultura del remix. Da questo punto di vista non è forse azzardato considerare la parete che Vaccari predispone per la Biennale del 1972 una sorta di Web ‘‘ante litteram’’».
Tale interazione tra l’opera e il web è evidente nella differenza che intercorre tra le prime foto esposte, caratterizzate da comportamenti rigidi ed ingessati, e quelle successive. Infatti, man mano che uno dei partecipanti introduceva un elemento di comportamento nuovo, questo diventava stimolo per azioni più libere. La mostra nel suo complesso era come un organismo vivente in cui ogni tanto apparivano delle mutazioni, ritrasmesse e riproposte.
I visitatori erano invitati ad entrare nella Photomatic e scattarsi una strip di fototessere da appendere alla parete. Quest’azione era possibile solo attraverso il pagamento di 200 lire. In tal modo Vaccari voleva selezionare i visitatori interessati alla contemplazione da quelli interessati all’azione. Se l’attore‑spettatore voleva partecipare attivamente doveva pagare, perché il pagamento diventava il simbolo di uno scambio reale. L’artista voleva in questo modo cercare di capire la realtà, lasciandola libera da ogni condizionamento sia del fotografo, sia del soggetto stesso nei confronti del fotografo. L’osservatore è libero di scegliere davanti all’obiettivo chi essere e quale ruolo interpretare, in un luogo asettico dove l’unico intervento plausibile è l’inconscio tecnologico della macchina, che registra ciò che sfugge all’occhio umano e rappresenta la realtà priva da ogni condizionamento umano.
Chi decideva di scattarsi la strip riceveva «un certificato di partecipazione, numerato e firmato, su cui era riportata l’affermazione “la fotografia come azione e non come contemplazione”». 
L’opera si compiva così in tempo reale, completandosi giorno dopo giorno, attraverso l’accumulazione di foto, di tracce, testimonianza del passaggio del pubblico, che diventa “soggetto d’arte”. L’uso della cabina automatica per fototessere permetteva all’artista di occultarsi e di lasciare la libertà al visitatore di mostrarsi senza timori né tabù di fronte all’inconscio tecnologico della macchina. Eliminando la percezione dell’inquadratura del fotografo, l’immagine si libera dell’interpretazione. I frequentatori della mostra si auto‑ritraevano diventando potenziali “readymade” nei quali l’effetto realtà rivelava elementi fortuiti, secondo “la lezione di Duchamp”.
Grazie all’eclissarsi dell’autore, Vaccari lascia lo spettatore libero di agire, gli permette di appendere il proprio volto alle pareti della più importante manifestazione artistica del tempo, concedendogli il tanto agognato momento di celebrità. Non è così diverso da quanto noi oggi andiamo cercando sui social media.
Attraverso la strategia del rovesciamento, i ruoli si capovolgono completamente: chi doveva contemplare agisce e chi doveva agire assiste passivo all’evento. Allora all’artista spetta il ruolo di ‘‘voyeur’’, di osservatore passivo, che si limita ad osservare l’afflusso di persone e la crescita d’interesse suscitata dalla sua opera‑azione.
Lo stesso Vaccari ricorda:
(Franco Vaccari, "Fotografia e inconscio tecnologico")
Il pubblico poteva decidere di oltrepassare la sala o di aderire e comunicare a Vaccari la sua adesione attraverso la compilazione di una cartolina da inviargli tramite posta. Attraverso quest’operazione lo spazio espositivo si trasforma in uno spazio relazionale.

### Risultato
Alla fine della Biennale le pareti erano interamente ricoperte da 6000 strisce di fotografie lasciate dai visitatori, disposte regolarmente una accanto all’altra a formare una grande opera, realizzata dai visitatori che avevano deciso di aderire lasciando una traccia del proprio passaggio. Il visitatore era diventato protagonista e al tempo stesso autore grazie ai quattro scatti effettuati con la Photomatic e la scelta della disposizione di essi.

## Ricezione
L’accoglienza da parte della stampa dell’epoca non è stata delle migliori, infatti questa ha adottato un atteggiamento di diffidenza nei confronti delle operazioni “Comportamentiste”:
- «Il minimo risultato, in fatto di comportamento, è dato da quello che Franco Vaccari indica come ‘Esposizione in tempo reale’ e che consiste in una banale cabina di fotografia automatica a gettone […] La cabina, isolata in mezzo ad una grande sala vuota, appare un oggetto abbastanza squallido, di scarso significato comportamentistico»[17].

- «Lui si limita ad incollare le fotografie una vicino all’altra sulle pareti, così che alla fine della mostra avrà un vasto museo degli orrori. Tra i suoi strumenti di lavoro infatti sono pochi quelli che dentro la macchina non facciano boccacce e gestacci, non mostrino le mutande, non tolgano la camicetta o le mutande stesse, in una furia esibizionistica che colpisce quasi esclusivamente le signore. Dice l’artista: “Questo panorama lo raccoglierò poi in un libro. Ai fotografi darò poi una ricevuta da me firmata e perciò artistica”»[18].

- «Siamo andati a trovare Franco Vaccari, il comportamentista che ha piazzato al centro della sua sala una cabina photomatic […] In essa i visitatori si fanno fotografare in pose qualche volta suggerite, o stimolate dall’artista. I talloncini con le fotografie vengono poi attaccati alla parete uno di seguito all’altro, formando così una specie di collage di espressioni umane. […] Alcuni non si fanno pregare e danno vita ad una specie di happening orchestrato dal comportamentista che ha un passato da poeta. Osservando le persone che si avvicendavano nella cabina e le pose che le immagini facevano rimbalzare alla nostra vista, ci troviamo nella difficoltà di precisare ciò che rientrava nell’azione e ciò che invece poteva definirsi contemplazione (quest’ultimo aspetto, forse, a dispetto dei propositi di Vaccari). Molti posavano, cioè agivano, in vista della successiva contemplazione, anche perché l’artista si ripromette di raccogliere le fotografie in un libro. Fra le varie azioni non potevano mancare lo strip‑tease, piuttosto consunto nella sua capacità di suscitare emozioni. Ci siamo fatti anche noi le fototessera che, come tutti sanno, danno un tono di imbecillità al normale aspetto umano: mentre le tenevamo costernati tra le mani, ci ha soccorso Vaccari che, con un sorriso, ha definito le quattro ugualmente istupidite pose “un multiplo”. Ce ne siamo andati così abbastanza sollevati»[19].

Fra la critica contemporanea troviamo alcune eccezioni che dimostrano di comprendere l’intento dell’artista:
- «Il vero grande successo di pubblico, alla Biennale rivisitata, resta però la sala in cui Franco Vaccari ha sistemato la garitta di un ‘fotomat’ accompagnata dall’invito ‘Lascia su queste pareti una traccia fotografica del tuo passaggio’. Peccato che la macchina sia guasta, che abbia smesso di funzionare da un pezzo: in compenso, mentre la sala di Morlotti è disertata, davanti alle pareti su cui sono appiccicate le ‘tracce fotografiche’, si addensano senza tristezza o noia, folti gruppi di osservatori appassionati. Le piccole strisce di autofotografie mostrano sorrisi, sberleffi, anatemi fisiognomici, sederi nudi, pugni chiusi. Chi ha lasciato come fotografica traccia di sé soltanto un piede scalzato, chi una braghetta scomposta. Alcuni hanno approfittato dell’occasione per fare propaganda, fotografando invece del proprio viso un tremante muso di coniglio sul manifesto che invoca ‘caccia chiusa per due anni’. Altri hanno scarabocchiato nome, cognome e data sulla fotografia, manco fosse una statua o un monumento. Sulla parete si allineano i narcisisti, i burloni, le seduttrici, gli avventurosi, le bambine vanesie, l’infinita varietà dei mostri quotidiani. Davanti alla parete la gente, attenta, divertita, incantata non si stanca di contemplare sé stessa»[20].

- «[…] essenziale nelle operazioni di questo genere azione è l’intervento del fruitore, il cui ‘comportamento’ costituisce appunto l’operazione. L’artista si limita ad offrire il ‘campo’, ma è appunto la reazione comportamentistica del fruitore, che non tanto conclude l’opera, quanto interamente la costituisce, a rappresentare il contributo cruciale ad una tale operazione estetica. In questo senso l’unica operazione di effettivo ‘comportamento’ nella sezione italiana di questa Biennale è quella di Vaccari»[21].

In anni più recenti l'opera ha acquisito un grande successo, tanto che l’artista ha ricevuto, nel corso degli anni, più volte la richiesta di riproporre l’“Esposizione in tempo reale n. 4’’, proposta che Vaccari ha sempre rifiutato, per evitare di “entrare in competizione” con sé stesso.